# Front Nacional Democràtic del Kurdistan
El Front Nacional Democràtic del Kurdistan fou una aliança de diversos partits kurds contra el règim de Bagdad, establerta l'estiu del quan 1982 els dos principals partits, el Partit Democràtic del Kurdistan i la Unió Patriòtica del Kurdistan van arribar a un acord a la vall de Pisht Ashan, al peu de la muntanya Kandil, prop de la frontera amb l'Iran, que obria el Kurdistan a tots els grups de manera que podrien operar contra els baasistes lliurement. El 6 de febrer de 1983 fins a 19 partits van proclamar un Front Patriòtic a formar en un mes, que mai fou implementat. Hi van participar diversos partits, la major part dels quals sense capacitat militar ni presència efectiva; els quatre principals partits foren:
- Partit Democràtic del Kurdistan
- Unió Patriòtica del Kurdistan
- Partit Comunista Iraquià
- Partit Socialista Kurd